# Цзинцзюй (храм в округе Цзиань)

Цзинцзюй

Цзинцзюй (кит. 净居, пиньинь Jìngjū, буквально: «Чистая обитель») — буддийский храм у подножия горы Цинъюань (кит. 青原, пиньинь: Qīngyuán — букв. «Зелёная равнина») в одноимённом районе округа Цзиань, провинция Цзянси. Здесь проживал один из последователей шестого патриарха чань-буддизма Хуэйнэна — Синсы, по чьей линии вышли три из пяти школ чань, включая Цаодун. Храм является одним из ключевых храмов Китая. 26 октября 2008 года храм отметил 1300-летний юбилей. На мероприятии, проводившемся при поддержке администрации провинции и Ассоциации буддистов провинции, присутствовали более 2000 человек, среди которых были представители других стран в лице учёных и религиозных деятелей.